# Avenida de Portugal (Dili)
Die Avenida de Portugal ist eine Hauptstraße der osttimoresischen Landeshauptstadt Dili, die vom Zentrum, entlang der Küste, in Richtung Westen läuft und eine Länge von etwa 2,7 Kilometern hat. An ihr liegen mehrere Botschaften, Hotels und das Außenministerium Osttimors.

## Name

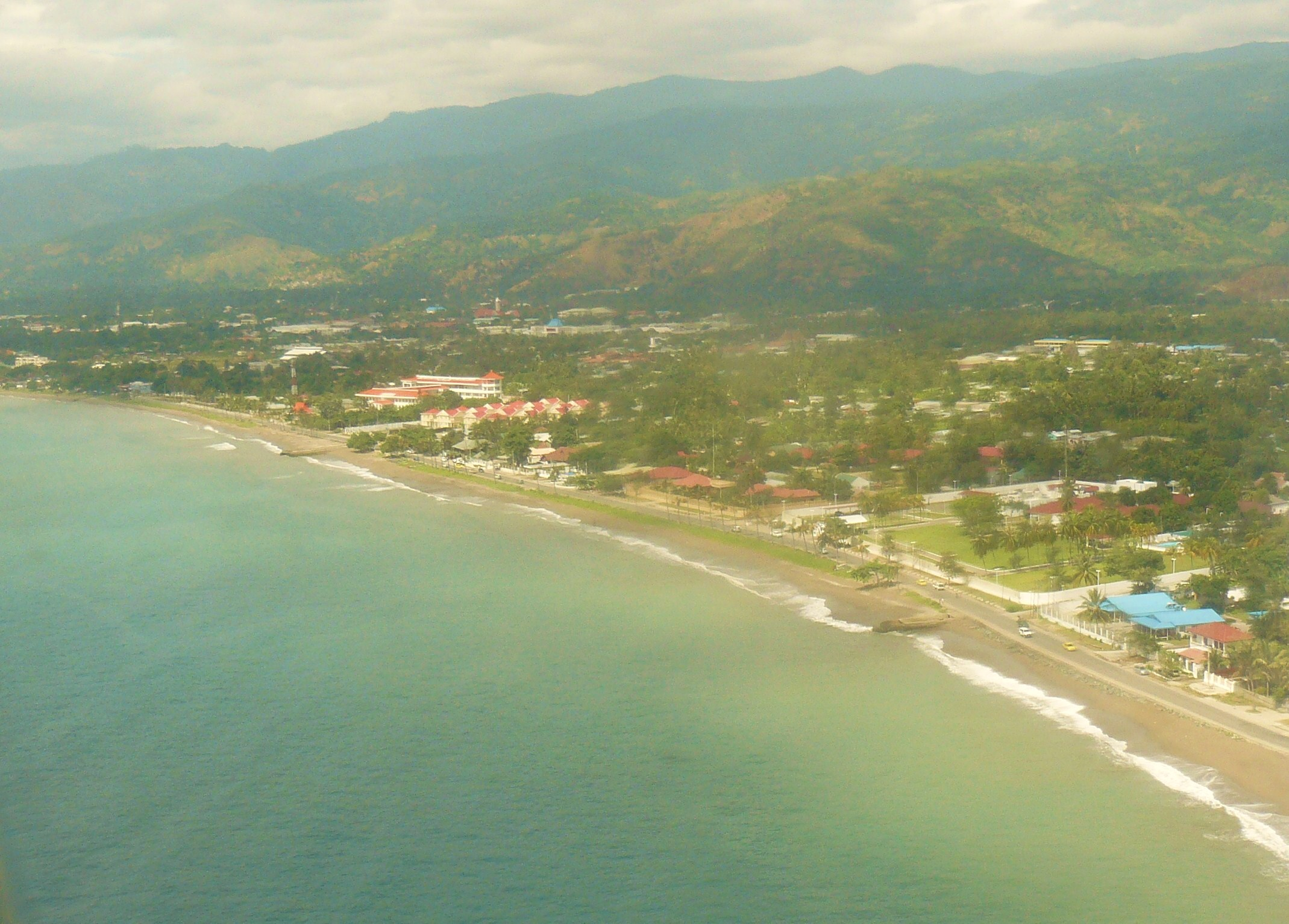
US-Botschaft und Außenministerium an der Av. de Portugal von der Luft aus

Die Straße ist nach der ehemaligen Kolonialmacht Portugal benannt, mit der Osttimor heute eine enge Freundschaft verbindet. Der Name bestand schon zur Kolonialzeit. Nach der indonesischen Besatzungszeit (1975–1999) wurde die Avenida de Portugal um die im Osten folgende Avenida Salazar bis in den Stadtteil Motael verlängert. 2015 wurde dieser Abschnitt in Avenida de Motael umbenannt.

## Verlauf

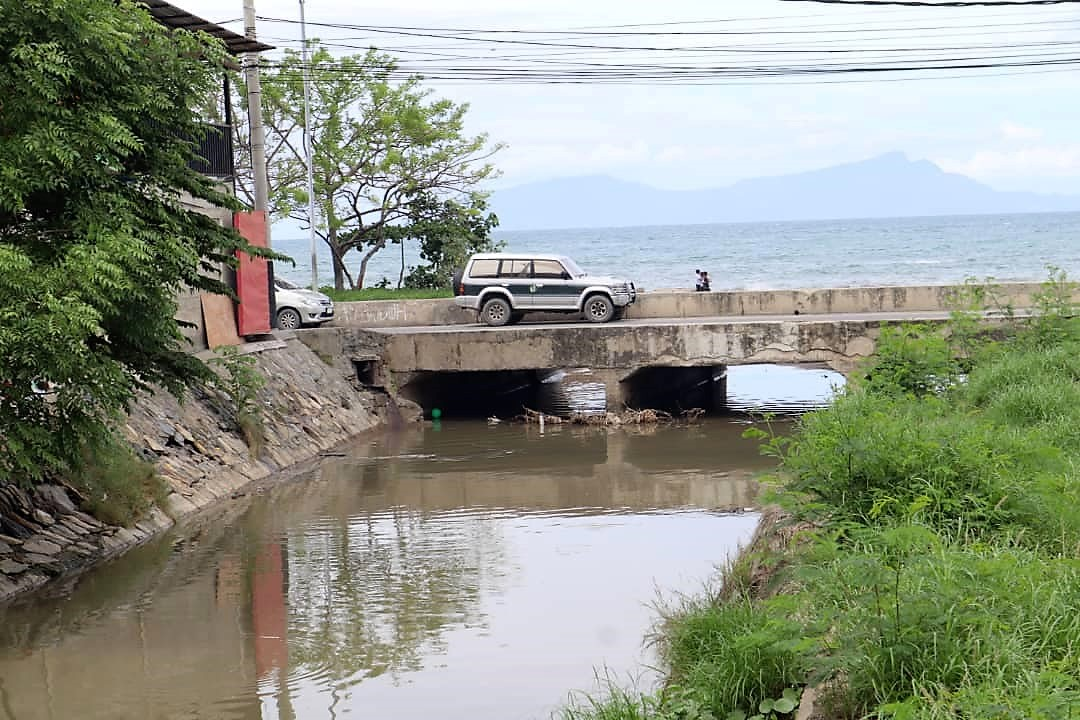
Brücke der Avenida de Portugal über den Maloa

Die Avenida de Portugal verläuft entlang der Küste Dilis. An der Nordseite befindet sich ein Strand, an dem oft Fischerbooten liegen. Die Avenida de Portugal beginnt westlich des Zentrums Dilis, nach dem Leuchtturm von Motael (im Suco Motael, Verwaltungsamt Vera Cruz), an der Straßenecke der Rua dos Direitos Humanos, als Weiterführung der Avenida de Motael. Gleich an der Ecke liegt die Botschaft der Philippinen. Die nächste Straße von Süden ist die Rua de Palapaço, am Ostufer des (zumeist trockenen Flusses) Maloa. Am Westufer folgt die Rua Ribeira de Maloa, der Suco Kampung Alor (Verwaltungsamt Dom Aleixo) und gleich darauf die Botschaft der Volksrepublik China. Etwas weiter folgt vor einem kleinen Kanal und der Rua de Campo Alor die Botschaft Japans. Der nächste Kanal markiert die Grenze zum Suco Fatuhada und dahinter folgt bald der Komplex des Außenministeriums Osttimors. Fast genauso groß ist das Grundstück mit den Gebäuden der Botschaft der Vereinigten Staaten weiter westlich im zu Fatuhada gehörenden Stadtteil Pantai Kelapa. Bei der Botschaft von Malaysia biegt die Avenida de Portugal nach Süden ab, weg von der Küste, denn dort dehnt sich das Erdöldepot Pertamina am Ufer aus. Nach Westen befindet sich der Suco Bebonuk. Am letzten Stück der Avenida de Portugal liegen noch das Honorarkonsulat von Mexiko und die ehemalige Botschaft Norwegens.
Auch die Botschaften Japans und Südkoreas befindet sich an der Avenida de Portugal.

## Galerie

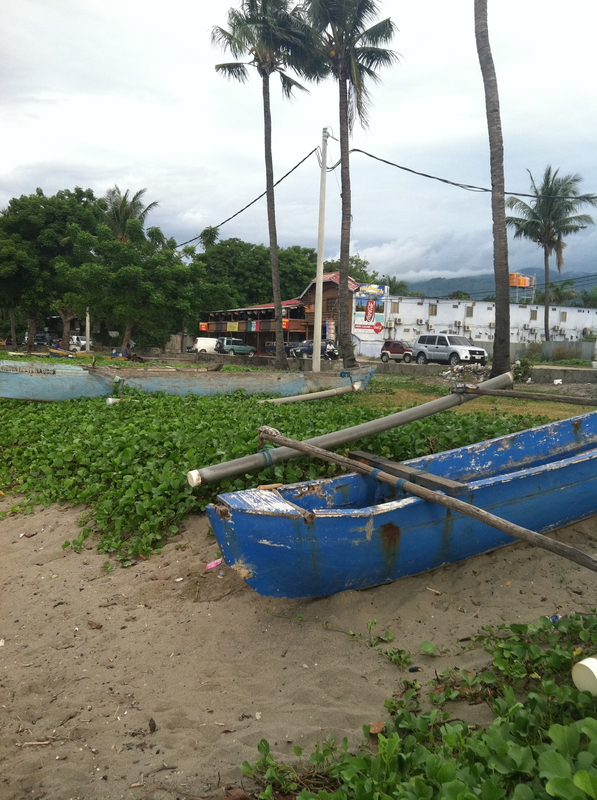
Strand in Kampung Alor an der Av. de Portugal
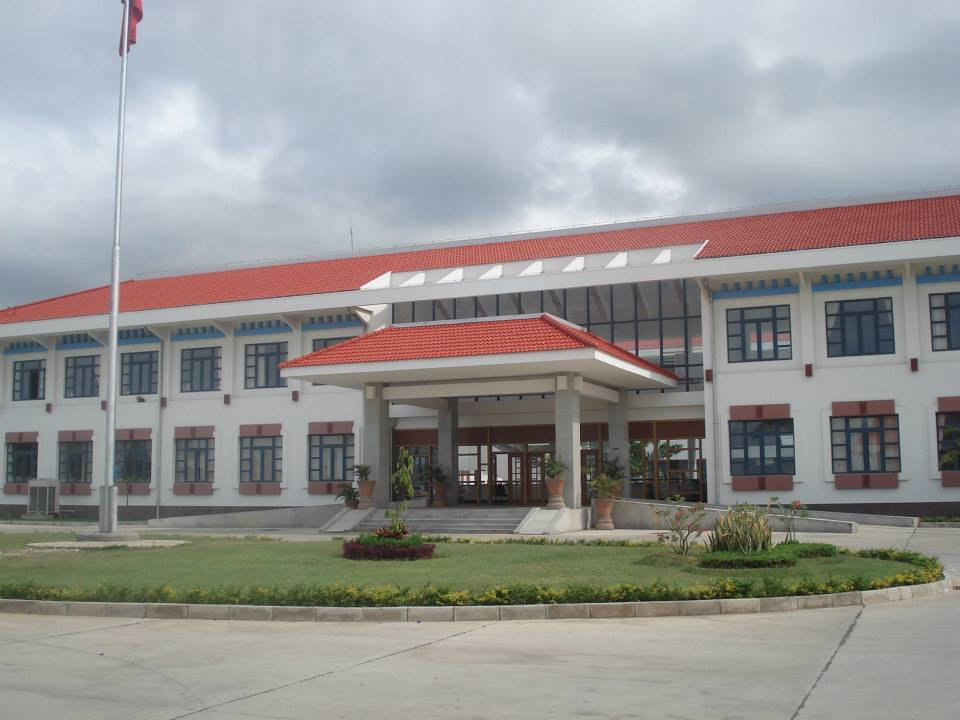
Außenministerium
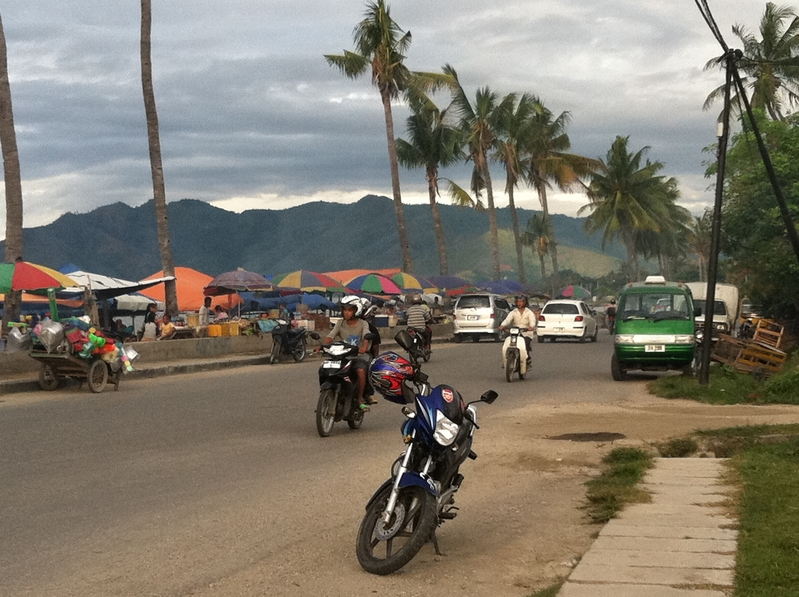
Fatuhada
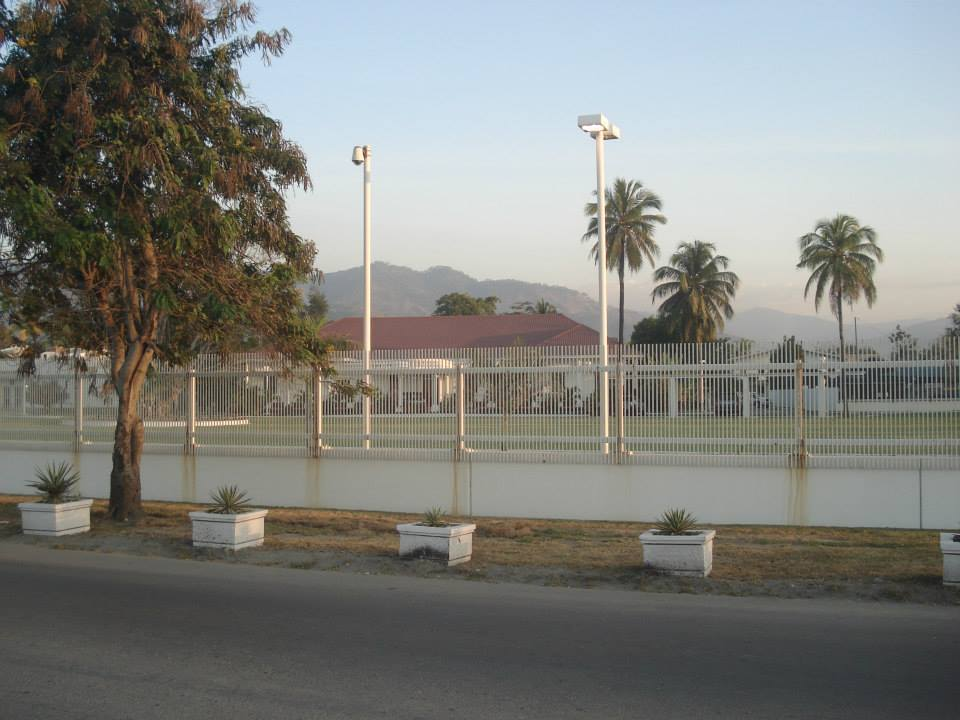
Botschaft der USA
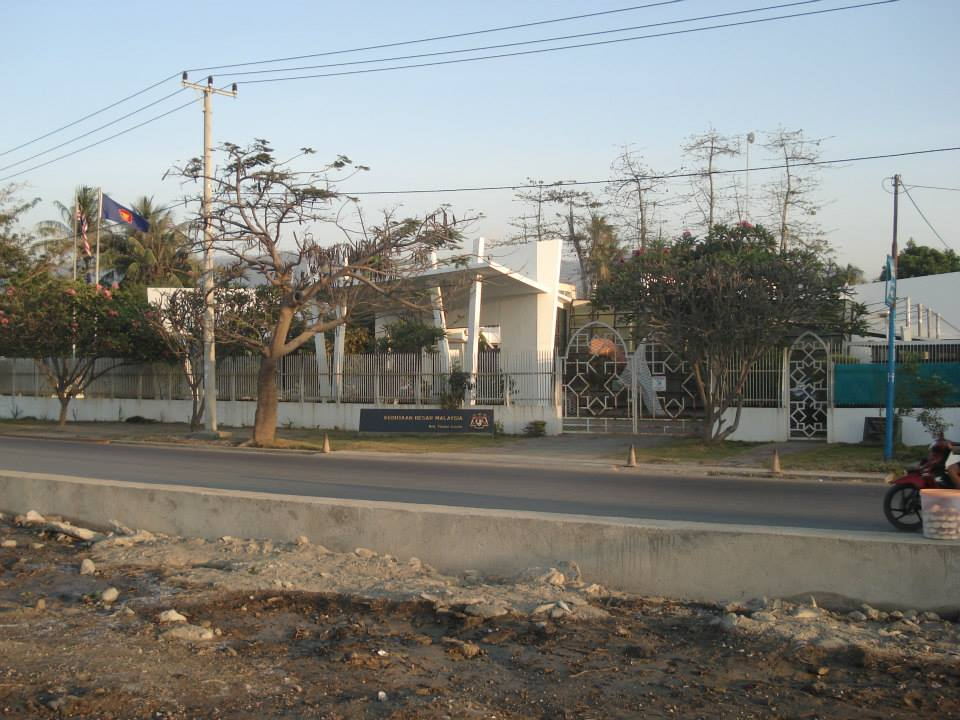
Botschaft Malaysias
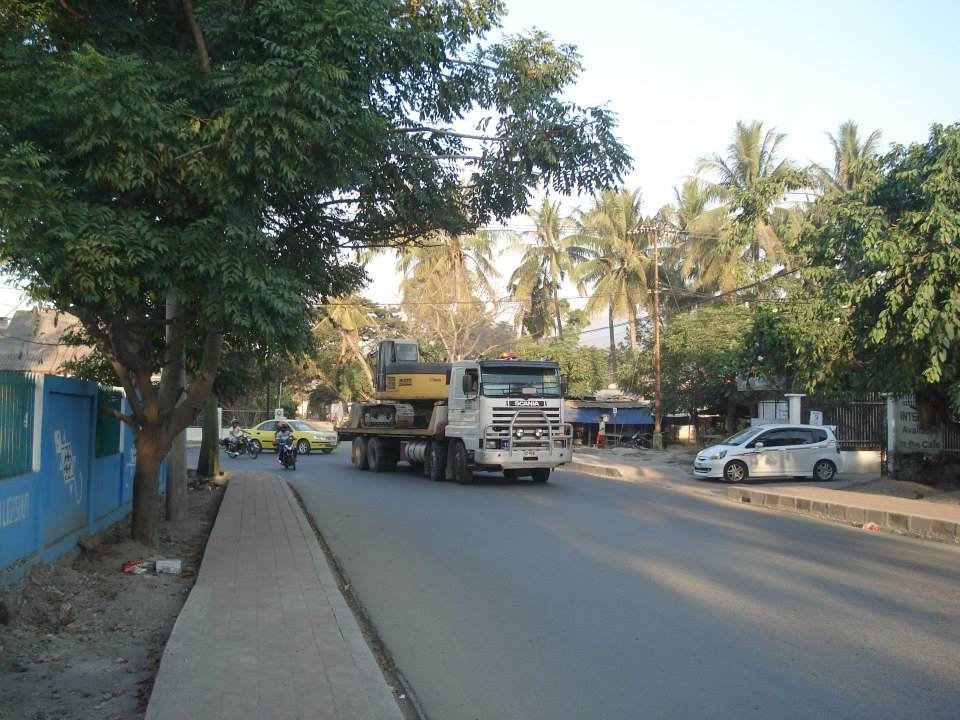
Die Avenida de Portugal an der Abzweigung nach Süden
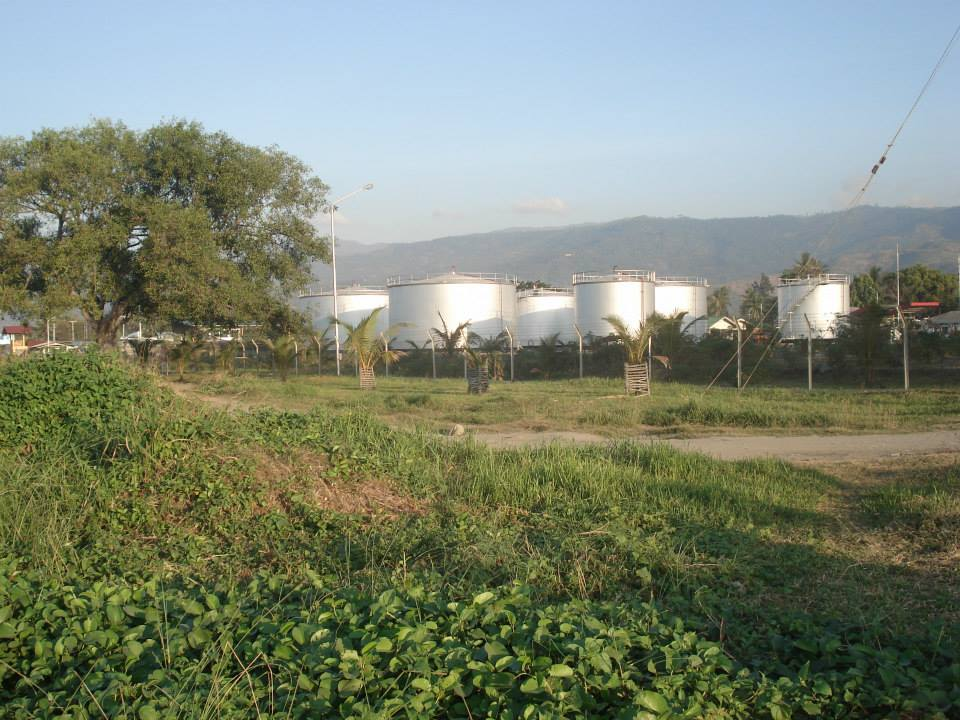
Erdöldepot Pertamina
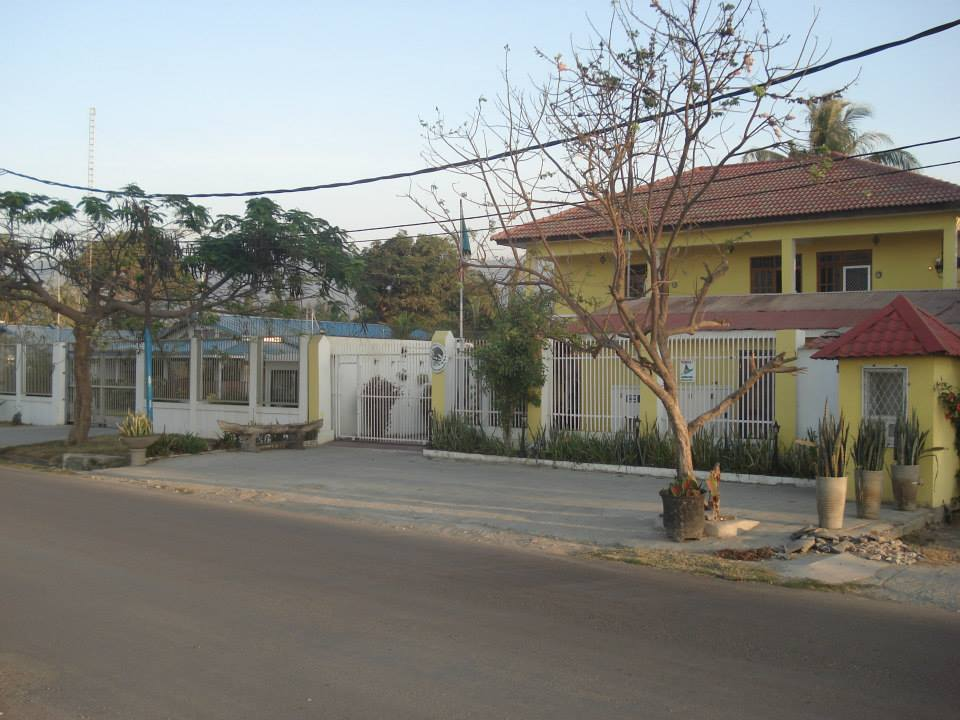
Das Honorarkonsulat von Mexiko
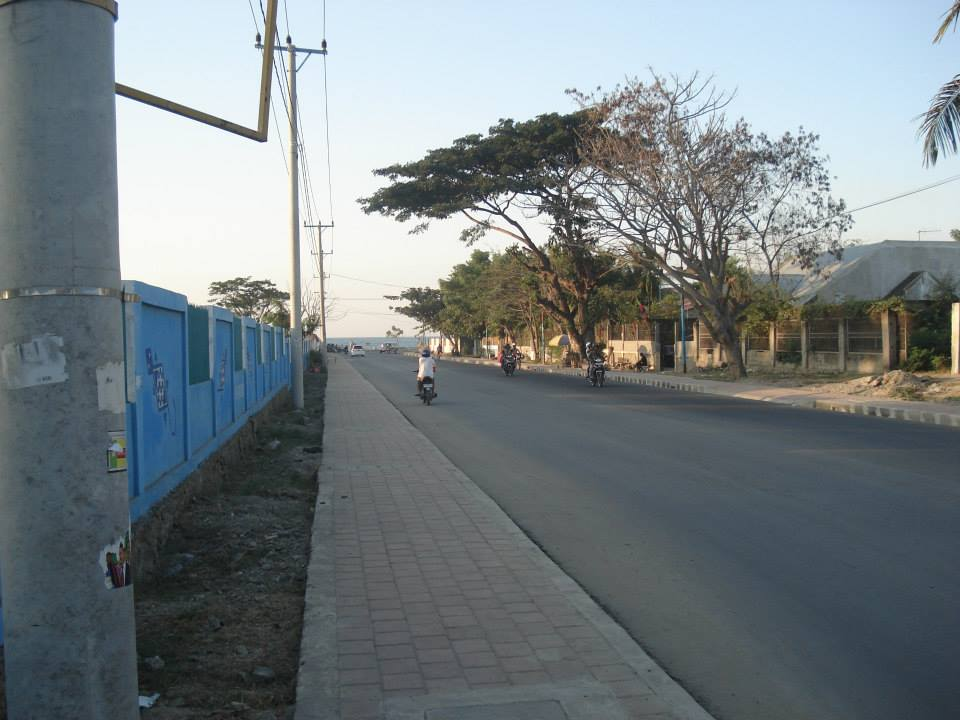
Auf der Av. de Portugal, nach Norden zur Küste (Pantai Kelapa)
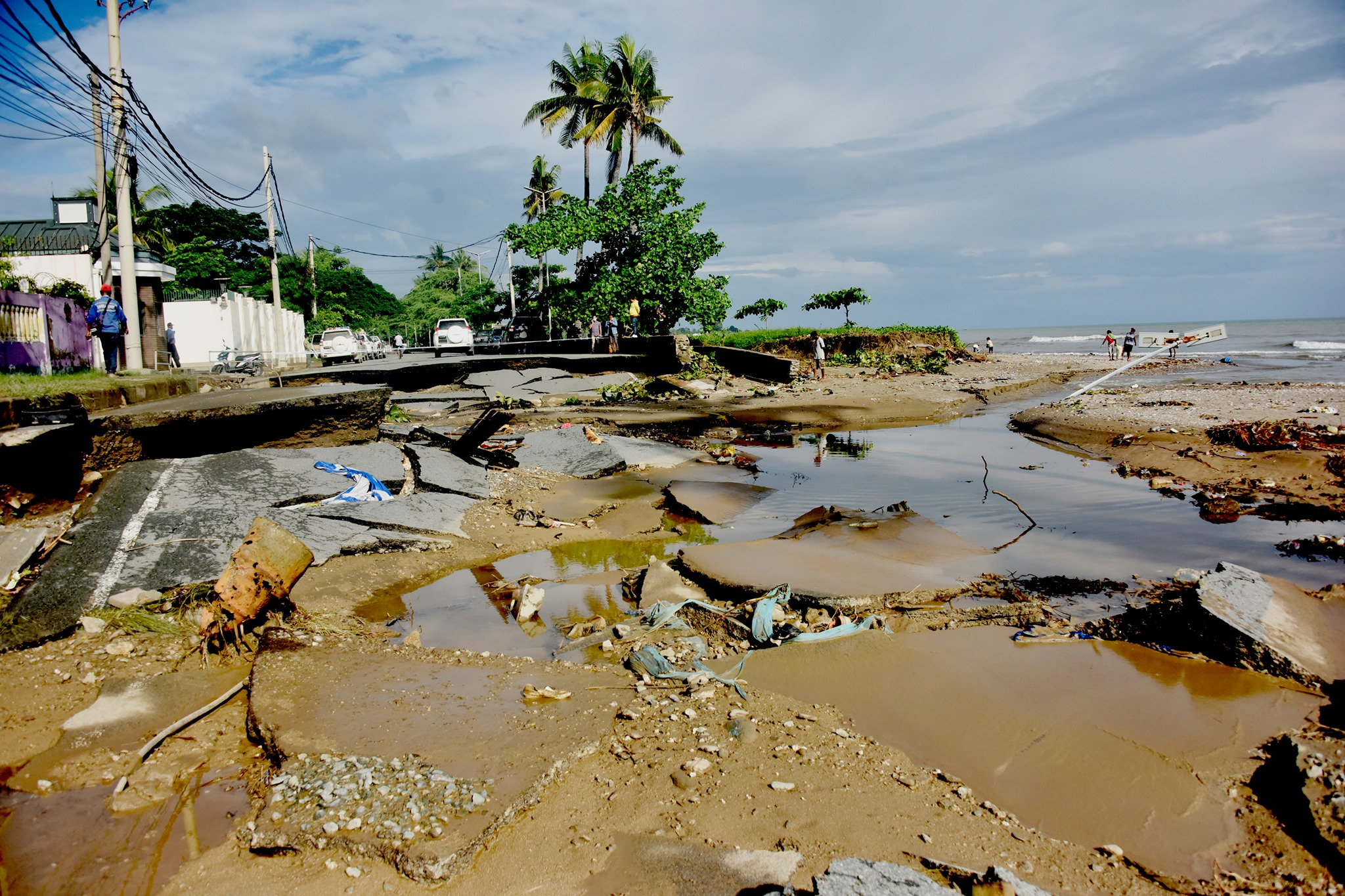
Die auf Höhe der Botschaft Japans zerstörte Avenida nach der Flut von 2021